# Зрядчиков, Александр Модестович
Александр Модестович Зрядчиков (5 июня 1946 — 5 марта 2023) — советский баскетболист, советский и российский баскетбольный тренер, мастер спорта СССР, заслуженный тренер России.

## Биография
Окончил технический вуз по специальности «инженер-электронщик». Как игрок выступал в 1964—1977 годах за таганрогский клуб «Красный котельщик», представлял сборную РСФСР в 1968—1971 годах. Игровую карьеру некоторое время совмещал с работой на заводе, прежде чем выбрал продолжение спортивной карьеры. В 1977—1989 годах работал в тренерском штабе клуба «Красный котельщик», в 1989—1993 годах — его главный тренер. В 1992 году вывел клуб «Красный котельщик» в Высшую лигу чемпионата России.
В казанском клубе УНИКС проработал всего 14 лет, в 1994—1996 годах был его главным тренером, в 2004—2015 годах — членом тренерского штаба команды. Как тренер УНИКС — серебряный призёр Единой лиги ВТБ и чемпионата России, обладатель Кубка России и Кубка Европы. В 1997—2000 годах — тренер клуба «Старый Соболь» из Нижнего Тагила, в 2000—2003 годах — старший тренер екатеринбургского клуба «Евраз», в сезоне 2003/2004 был главным тренером клуба (вывел этот клуб в Суперлигу А). С лета 2022 года руководил ростовским клубом БАРС-РГЭУ, дойдя с ним до финала первого розыгрыша Кубка С.Н. Тараканова.

## Тренерские достижения
УНИКС
- Серебряный призёр чемпионата России: 2007
- Бронзовый призёр чемпионата России: 2005, 2009, 2010, 2011
- Серебряный призёр Единой лиги ВТБ: 2010, 2012
- Бронзовый призёр Единой лиги ВТБ: 2011
- Обладатель Кубка России: 2009
- Обладатель Кубка Европы: 2011